# Mika Laitinen
Mika Antero Laitinen (Kuopio, 5 de marzo de 1973) es un deportista finlandés que compitió en salto en esquí. 
Participó en dos Juegos Olímpicos de Invierno, obteniendo una medalla de oro en Albertville 1992, en la prueba de trampolín grande por equipo (junto con Ari-Pekka Nikkola, Risto Laakkonen y Toni Nieminen), y el quinto lugar en Nagano 1998, en la misma prueba.
Ganó tres medallas en el Campeonato Mundial de Esquí Nórdico, en los años 1995 y 1997.

## Palmarés internacional
| Juegos Olímpicos   | Juegos Olímpicos      | Juegos Olímpicos  | Juegos Olímpicos |
| Año                | Lugar                 | Medalla           | Prueba           |
| ------------------ | --------------------- | ----------------- | ---------------- |
| 1992               | Albertville (Francia) | Medalla de oro    | TG por equipos   |
| Campeonato Mundial |                       |                   |                  |
| Año                | Lugar                 | Medalla           | Prueba           |
| 1995               | Thunder Bay (Canadá)  | Medalla de oro    | TG por equipos   |
| 1995               | Thunder Bay (Canadá)  | Medalla de bronce | TN individual    |
| 1997               | Trondheim (Noruega)   | Medalla de oro    | TG por equipos   |